# والآن بإمكانهم أن يأتوا (فلم)
والآن بإمكانهم أن يأتوا أو فليأتوا أو يُمكنهم الرجوع الآن (بالفرنسية: Maintenant ils peuvent venir) هو فيلم درامي جزائري فرنسي صدرَ عام 2015 للمخرج الجزائري سالم براهيمي. عُرض الفيلم في قسم السينما العالمية المعاصرة في مهرجان تورنتو السينمائي الدولي لعام 2015.

## طاقم التمثيل
شاركَ في تمثيل الفيلم عددٌ من الممثلين والممثلات لعلّ أبرزهم:
- رشيدة براكني في دور ياسمينة
- كاتب أمازيغ في دور نور الدين
- فريدة صابونجي في دور الأم
- ريحانة الجزائرية